# Подстроечный резистор

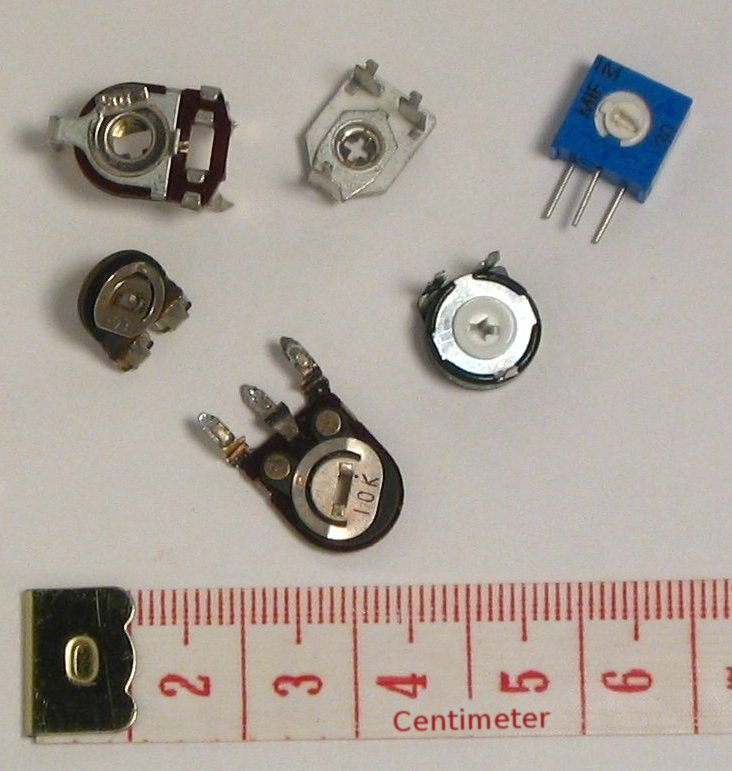
Подстроечные резисторы различных типов

Подстро́ечный рези́стор — переменный резистор, пассивный электронный компонент, предназначенный для точной настройки заданных параметров радио- и электронных устройств в процессе их выпуска из производства при настройке после монтажа или в процессе ремонта.
После монтажа параметры работоспособного электронного устройства, как правило, отличаются от заданных параметров, что обусловлено, в основном, неизбежным технологическим разбросом номиналов применённых компонентов, например, обычные постоянные резисторы выпускаются с допуском по сопротивлению в 5 % к их номинальному сопротивлению. В процессе эксплуатации значения параметров устройств также могут выйти за допустимые пределы, что вызвано старением компонентов с изменением номиналов от их начальных значений. Именно для настройки заданных параметров устройств и предназначены переменные подстроечные резисторы.
Обычно эти компоненты устанавливаются внутри корпуса устройства, например, на печатных платах и недоступны для регулировки пользователем при эксплуатации.
В иноязычной технической литературе подстроечные резисторы обычно называют «триммеры».

## Конструкция
По конструкции и принципу действия подстроечные не отличаются от обычных переменных резисторов, но их регулировка производится с помощью инструмента, обычно отвертки. Для регулировки в регулировочных валах или других регулировочных деталей предусматриваются прямые, или реже — крестообразные шлицы.
Другим отличием подстроечных резисторов от переменных является, как правило, гораздо меньший механический ресурс. Типичное гарантированное производителем число поворотов движка подстроечных резисторов составляет несколько сотен, тогда как для переменных оно составляет десятки тысяч и даже миллионы циклов.
По способу перемещения движка (ползунка) по резистивному элементу различаются на переменные резисторы с линейным перемещением и с круговым резистивным элементом.
Для прецизионной настройки выпускаются многооборотные подстроечные резисторы у которых полное перемещение ползунка по резистивному элементу производится за несколько, обычно несколько десятков оборотов регулировочного вала. В таких резисторах перемещение ползунка производится через червячную пару — в резисторах с круговым резистивным элементом, либо через пару ходовой винт — ходовая гайка — в резисторах с линейным резистивным элементом.
Промышленностью выпускаются различные типы подстроечных резисторов с разными типами резистивных элементов — композитными, проволочными, угольными, однооборотные, многооборотные и движковые, различного номинала и разной допустимой рассеиваемой мощностью.

## Применение
Большинство радиоэлектронных приборов не требуют точной настройки параметров, допуск по параметрам в которых обеспечивается допуском разброса параметров применённых компонентов. Но в некоторых устройствах точная, а иногда прецизионная подстройка параметров необходима, это в первую очередь относится к различным измерительным приборам.
Типичное применение — балансировка дифференциальных усилителей, в том числе операционных усилителей и подстройка коэффициентов передачи, например, усилителей, преобразователей напряжение-частота и других измерительных устройств.
Так как подстроечный резистор много дороже обычного постоянного резистора, при конструировании электронных устройств стремятся минимизировать их количество, либо возложить функции точной регулировки параметров на иные устройства, например, подстройка коэффициентов передачи (устранение мультипликативных ошибок), балансировки (устранение аддитивных ошибок) в измерительных устройствах, линеаризация передаточной характеристики, работающих в составе цифровых вычислительных устройств обычно выполняют программно.
В последнее время классические аналоговые подстроечные резисторы вытесняются подстроечными резисторами, сопротивление которых задаётся двоичным кодовым словом — так называемые «цифровые потенциометры». Кодовое слово задаётся либо установкой перемычек на цифровых входах, либо хранится в энергонезависимой памяти цифрового потенциометра и задаётся при его программировании.

## Обозначение подстроечных резисторов на схемах
В России подстроечные резисторы должны обозначаться на схемах в соответствии с ГОСТ 2.728-74:
| Обозначение по ГОСТ 2.728-74 | Описание                                                          |
| ---------------------------- | ----------------------------------------------------------------- |
| 2cm                          | Подстроечный резистор                                             |
| 2cm                          | Подстроечный резистор, у которого использованы только два вывода. |
| 2cm                          | Подстроечный резистор в реостатном включении                      |